# Pisco (província)
Pisco é uma província do Peru localizada na região de Ica. Sua capital é a cidade de Pisco.
Alcalde (2019-2022): Juan Enrique Mendoza.

## Distritos da província
- Huancano
- Humay
- Independencia
- Paracas
- Pisco
- San Andrés
- San Clemente
- Tupac Amaru Inca